# Dragan Čuturić
Dragan Čuturić (Zenica, 19. rujna 1944. – Mosbach, 1. veljače 2004.), hrvatski pripovjedač. Djelovao u hrvatskom iseljeništvu.

## Životopis
Osnovnu školu završio je u Zenici (1959), sjemenišnu gimnaziju u Visokom, teologiju kod franjevaca u Visokom, u Sarajevu (1968) i Zadru. Zaređen je za svećenika 1970. u Zadru. Svećenik je Sarajevske nadbiskupije. 
Kratko vrijeme kapelan je na Marin-dvoru u Sarajevu odakle se vraća u Zadar, gdje je dvije godine odgojitelj u sjemeništu. Od 1972. do danas djeluje kao hrvatski katolički misionar u Njemačkoj, u Mosbachu-Heidelbergu. Već u sjemeništu počinje pisati pjesme i pripovijetke što izlaze u različitim katoličkim novinama i časopisima. U inozemstvu piše u Rhein-Neckar-Zeitungu i Konradsblattu. Godine 1981. izlazi prva knjiga "Rastrgani životi" u izdanju HKD sv. Ćirila i Metoda u Zagrebu, te knjiga "Za još jednu ljubav" u izdanju Kršćanske sadašnjosti. Godine 1983. izdavačka kuća u Berlinu Express Edition izdaje prijevod "Rastrgani životi" pod naslovom "Zerissenes Leben: Alltagsprotokolle", a 1989. i "Za još jednu ljubav". Svi ti radovi bave se problematikom iseljenja hrvatskog naroda. 
Od 1979. izdaje u vlastitoj nakladi list Hrvatske katoličke misije u Mosbachu "Povezanost".
Umire u Mosbachu 1. veljače 2004. godine.

## Djela
Rastrgani životi. Zapisi gastarbajtera (pripovijetke, 1981.), (Zerissenes Leben: Altagsprotokolle, prijevod knjige "Rastrgani životi", 1983.), Za još jednu ljubav (pripovijesti, 1983.), Noch eine Liebe (prijevod knjige "Za još jednu ljubav", 1985.), Ljudi smo (pjesme, 1988.), Moja Njemačka (pripovijetke, 1985.)
Šimun Šito Ćorić uvrstio ga je u svoju antologiju 60 hrvatskih emigrantskih pisaca.